# Фрейзер (замок)
Фрейзер (англ. Castle Fraser) — средневековый замок в Великобритании. Один из крупнейших замковых комплексов Шотландии. Расположен недалеко от поселения Кимней в округе Абердиншир на востоке Шотландии. Общая площадь комплекса с прилегающими постройками составляет около 1,2 кв. км. Замок окружён просторным ландшафтным парком, лесами и сельскохозяйственными угодьями. Отдельной достопримечательностью окрестностей является живая изгородь XIX века. Одной из старейших частей Фрейзера является основание квадратной башни, возведённой в XV веке и в настоящее время являющейся частью крепости. 
Замок является памятником архитектуры категории «A», а территория парка включена в Список садов и ландшафтных парков Шотландии.

## История

### Ранний период
Первоначально укрепления были известны под именем Махалл-ин-Мар. Ещё в средние века в данном месте существовала сторожевая башня. Но точных сведений о времени её возведения не сохранилось.
Строительство тщательно продуманного пятиэтажного замка началось в 1575 году по воле Майкла Фрейзера, шестого лорда Фрейзера. Причём прежняя каменная башня не сносилась, а была включена в состав сооружения. Строительные работы затянулись на десятилетия и в целом завершились только в 1636 году. Один из блоков в северной части замка сохранил высеченную надпись «I Bel». Считается, что это знак главного каменщика Джона Белла из Мидмара. Однако так как работы продолжались очень долго, что в разное время ими руководили и другие мастера. Известно имя как минимум ещё одного из них — Томаса Лейпера.
Комплекс Фрейзер был возведён примерно в одно и то же время, что и другие близлежащими замки: Крейгивар, Крайтес, и Майдмэр. В их строительстве также принимала члены семьи каменщиков Белл.

### XVIII—XIX века

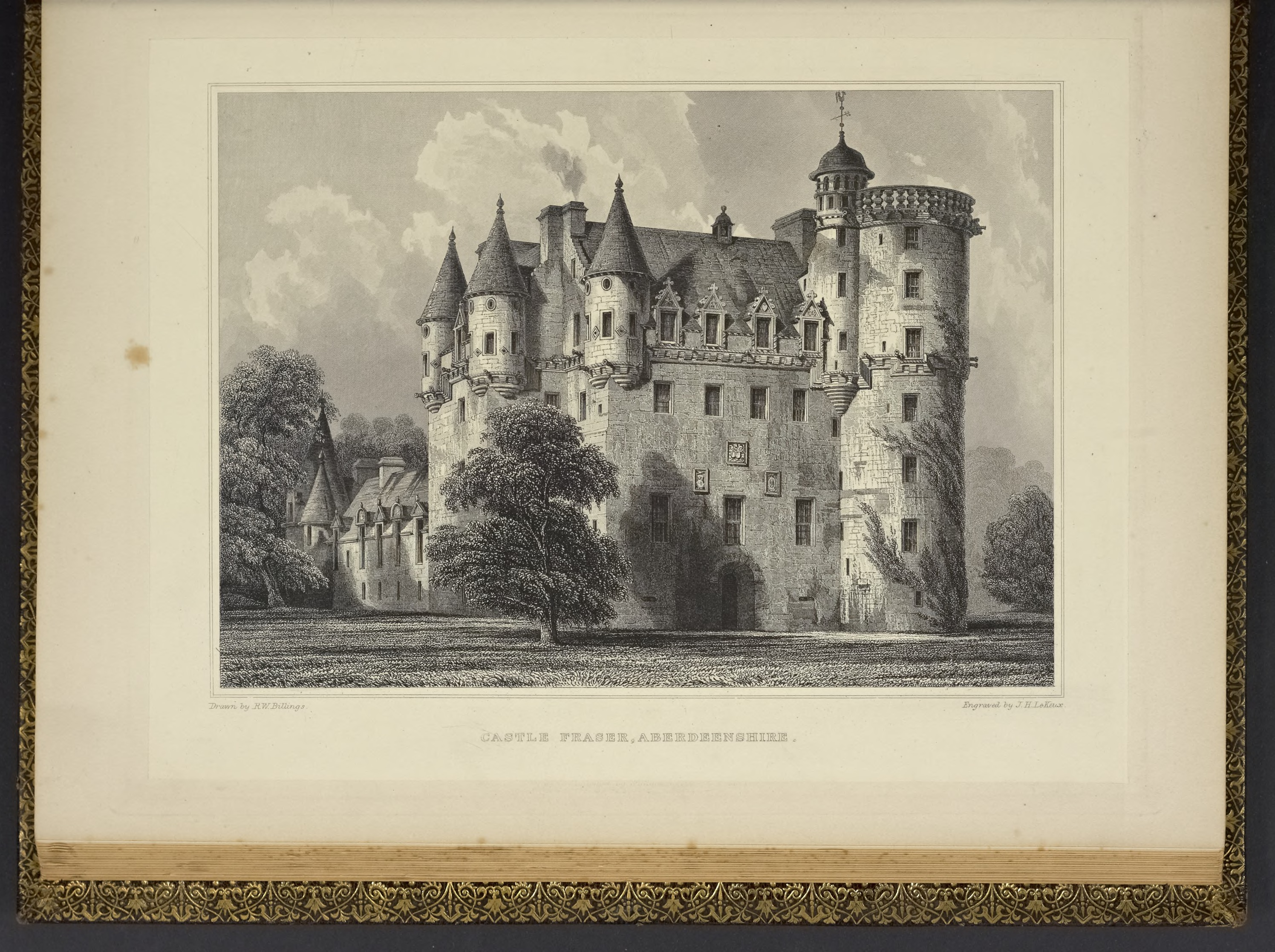
Изображение замка Фрейзер на рисунке 1852 года.

Замок серьёзно модернизировали в конце XIX века, придав фасадам элементы классицизма. В частности, появился новый вход с южной стороны и створчатые окна во всех помещениях. Работами лично руководила леди-лорд Элиза Фрейзер, которой помогала Мэри Бристоу. Элиза также занялась благоустройством окружающих территорий. Она радикально преобразила бывшие фруктовые сады, разбила просторный парк и построила впечатляющее восьмиугольное здание конюшенного корпуса.
Между 1820 и 1850 годами интерьеры комплекса были полностью реконструированы. Инициатором стал Чарльз Фрейзер, который пригласил для этого архитекторов Джона Смита и Уильяма Берна. Прекрасный образец творчества Джона Смита — замковая библиотека с элементами стиля Тюдоров. Многие из наиболее ярких готических предложений Уильяма Берна для важных помещений так и не были реализованы. Однако в замке был установлен орган в готическом стиле (ныне он перенесён в церковь Кимнэя). Наружные работы в этот период включали строительство двойных ворот (сохранились до сих пор), а также большой купольной лестницы и галерей с лоджиями во дворе (не сохранились). 

### XX и XXI века
Замок был частично отреставрирован новыми владельцами примерно в 1950 году. Архитектор и антиквар доктор Уильям Келли руководил удалением многих работ добавлений века, чтобы вернуть замку его первоначальный вид.

## Описание
Семиэтажный комплекс Фрейзер является уникальным примером жилой замковой резиденции, в которой до сих пор сохранилось значительная число оригинальных предметов мебели и обстановки. В числе прочего, здесь можно видеть семейные портреты владельцев и членов их семей и различные коллекции рода Фрейзеров. В целом интерьеры представляют смешение различных стилей, от Большого зала с его каменными сводчатыми потолками, оформленного в духе Средневековья, до столовой, чья отделка напоминает эпоху Регентства.

## Современное состояние
Замок в настоящее время функционирует как музей. Его двери открыты для посетителей с апреля по октябрь. Территория парка и садов доступны круглый год. 
Комплекс можно арендовать арендовать для проведения свадеб, банкетов, конференций и корпоративных мероприятий. В 2019 году замок Фрейзер посетили 56 822 человека.

## Владельцы
Замок был построен как главная резиденция рода Фрейзеров. Через брака одной из дочерей владельцев замок перешёл в собственность семьи Маккензи, которые стали именоваться Маккензи-Фрейзер. 
В 1897 году последний представитель семьи Фрейзером из прямой линии, Фредерик Маккензи Фрейзер, умер бездетным. В 1921 году его вдова Теодора продала замок из-за отсутствия достойного наследника (в том числе и среди родни) и нарастающих финансовых трудностей. Покупателем стал Уитмен Пирсон, 1-й виконт Каудрей. Семья Пирсонов восстановила комплекс как охотничий домик и в 1976 году передала его Национальному фонду Шотландии.

## Интересные факты
- Некоторые сцены фильма 2006 года «Королева» с Хелен Миррен в главной роли снимались в замке Фрейзер.

## Галерея

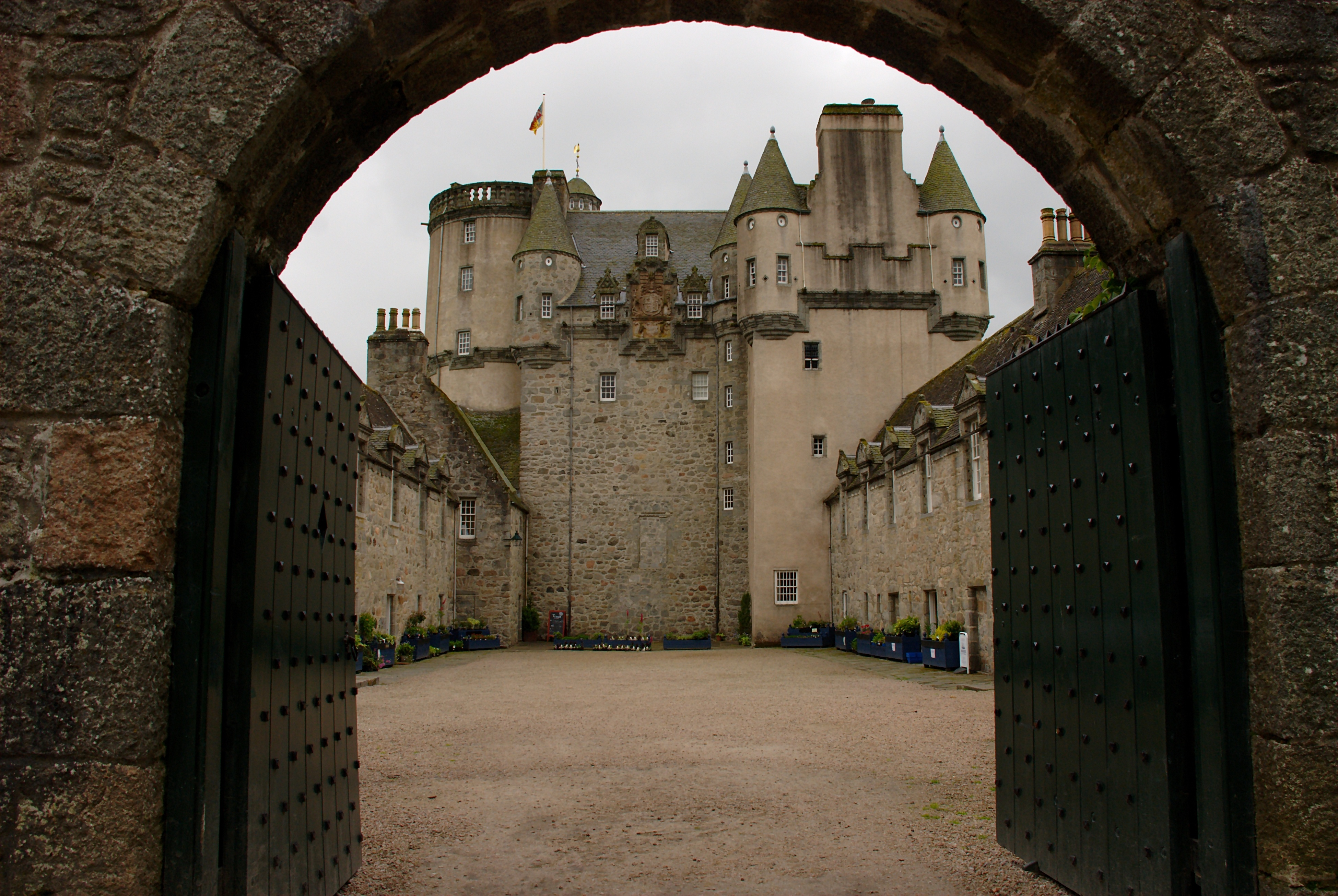
Внутренний двор замка
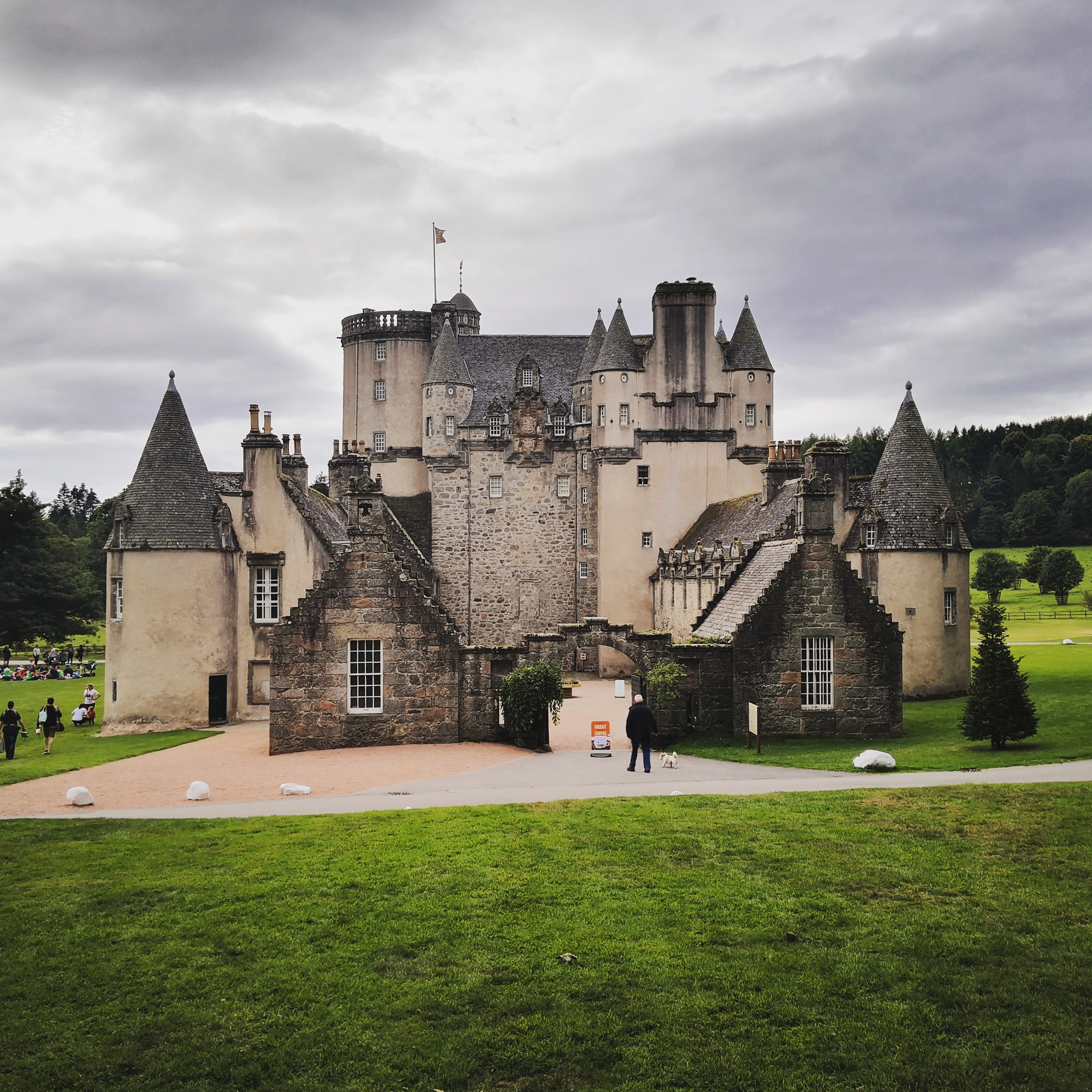
Вид замка с северной стороны
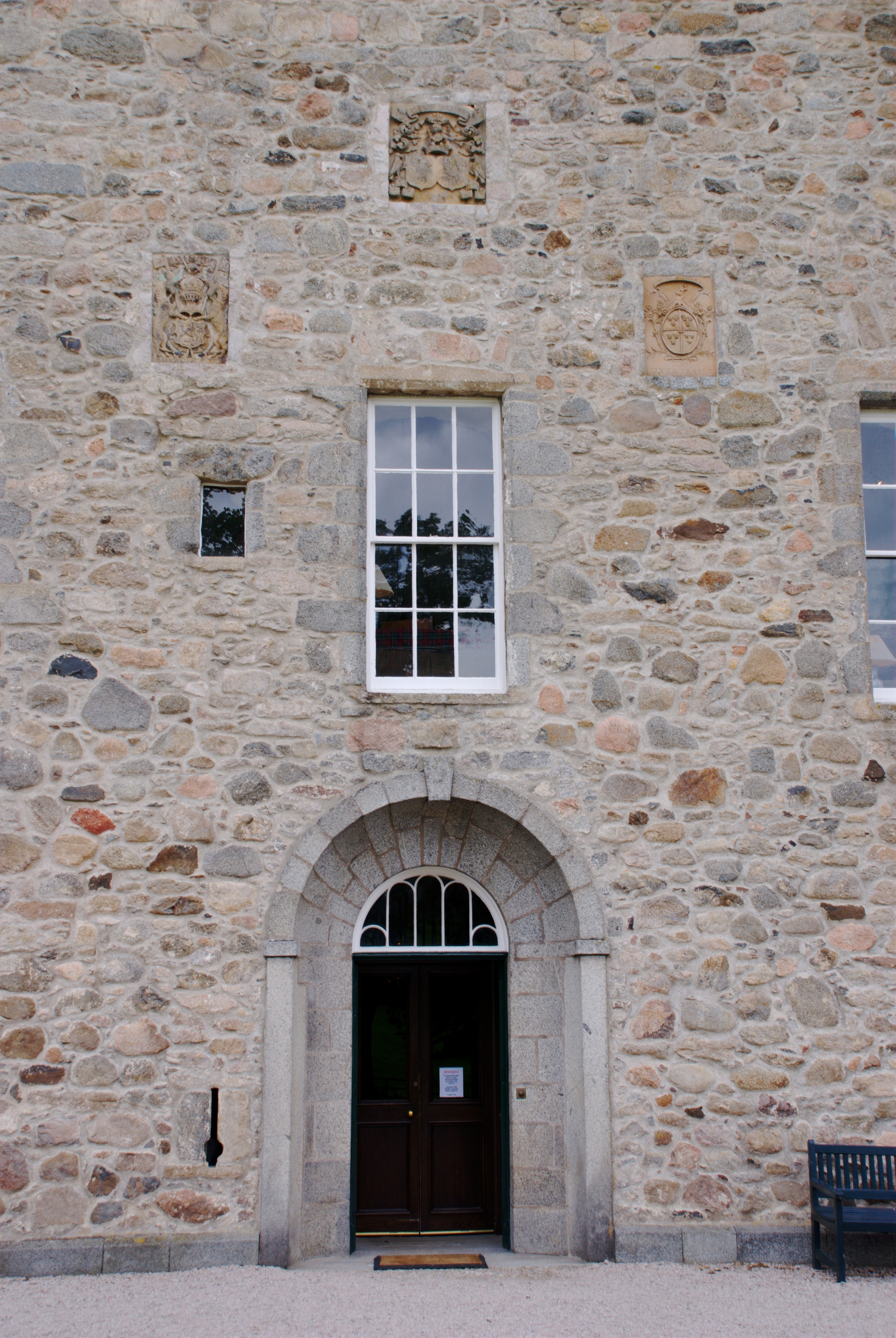
Вход в замок
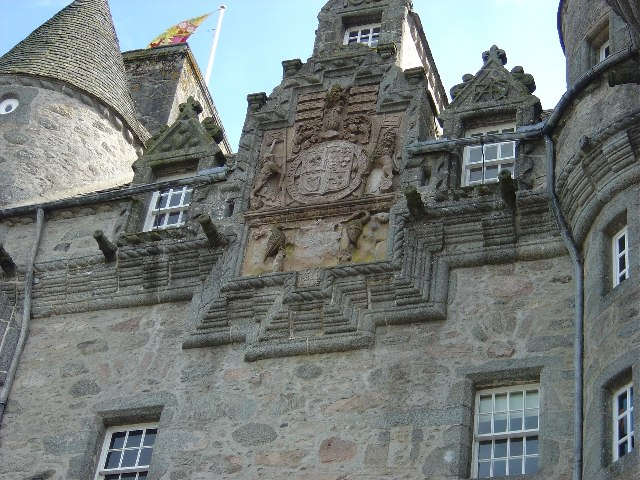
Герб Фрейзеров на фасаде замка
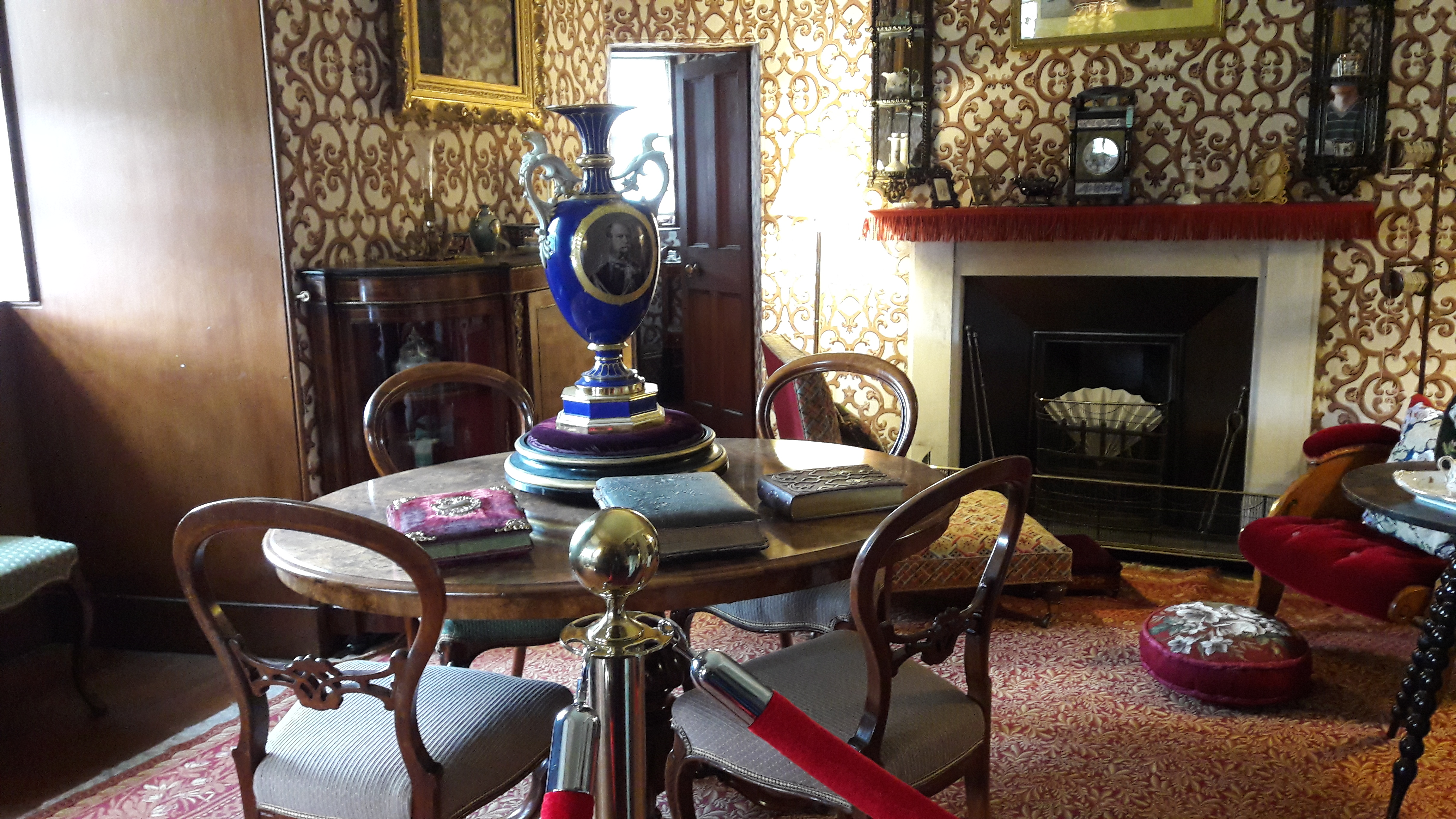
Каминная комната внутри замка